# Pablo Morales Marcén
Pablo Morales Marcén (Épila, 1830-Madrid, 28 de octubre de 1895) fue un abogado, conspirador y político carlista español, ayudante del hermano del periodista Salvador Morales Marcén.

## Biografía
Era hijo de un antiguo coronel de la primera guerra carlista, ayudante de campo del general Conde de España, quien había sido su padrino de bautismo. Muy joven todavía, estudió en la Universidad de Zaragoza la carrera de Derecho, licenciándose el año 1854 y dándose desde ese momento a conocer por sus ideas carlistas en las numerosas conferencias literarias que dio y en cuantos discursos académicos tuvo ocasión de pronunciar.

### Conspiración de San Carlos de la Rápita
Abogado de prestigio, fue elegido en 1857 secretario del Consejo de Regencia presidido por el marqués de Serdañola y compuesto del P. Maldonado, de los marqueses de Villadarias y de Vallehermoso, de los condes de Fuentes, de la Patilla y de Orgaz, del vizconde de las Torres y otros, organizó la conspiración que costó la vida al general Ortega en 1860.
Hablando de los sucesos de San Сагlos de la Rápita, dijo el escritor liberal Antonio Pirala en su Historia contemporánea:

Morales era ya un elemento de valor para la conspiración. Su juventud, su talento y su decisión le daban la debida importancia; para Ortega era una gran adquisición. Era el general hombre resuelto, de acción, de un valor temerario y de una audacia sin límites, pero no pensador; en él todo era corazón, necesitaba una cabeza, y ésta la halló en Morales.

Pablo Morales fue el alma de aquella conspiración y de aquellas notables conferencias con altos personajes liberales; y tanto trabajó por su causa, que el pretendiente Carlos VI le dio amplias facultades para que organizase Juntas allí donde lo creyera conveniente, constituyéndolas con quienes juzgase más aptos para ello, autorizándole asimismo para disolver todas aquellas que conceptuase innecesarias o inútiles para el servicio.
Al no haber un plan definitivamente aceptado, Pablo Morales se encargó de él, así como del programa político, redactando al efecto el Manifiesto que había de dar el Conde de Montemolín, a quien se lo presentó en Maguncia y quien lo aceptó y firmó sin objeción alguna.
Tras designarse como punto de desembarque del general Ortega el puerto de Valencia, a él se trasladó Morales para preparar el alzamiento de dicha capital, colocando en las obras del ferrocarril y otras a unos 400 carlistas decididos, a quienes proveyó de armas que sacó del Parque, en donde hizo se empezaran a recomponer las inutilizadas.
Fracasado el movimiento de San Carlos de la Rápita, Morales fue preso y conducido a Tortosa, donde se le sometió un consejo de guerra, que le condenó a muerte, pero se salvó gracias a la amnistía que para todos los complicados en aquellos sucesos se dio poco después de fusilado el general Jaime Ortega.

### Última etapa del reinado de Isabel II
Apenas puesto en libertad, Pablo Morales fue a unirse al Conde de Montemolín, a quien acompañó a Inglaterra, oponiéndose desde el primer momento a los planes del hermano del pretendiente, Juan de Borbón y Braganza, y a toda transacción con el enemigo. De Inglaterra pasó a París, comisionado para allegar recursos con que organizar un a expedición a Nápoles contra Víctor Manuel, que no pudo llevarse a efecto, por lo que volvió a Madrid, habiendo muerto entre tanto Carlos VI y su hermano Don Fernando.
En 1866, y a instancias del marqués de Serdañola, del conde de Fuentes, de Francisco Cavero y de otros caracterizados carlistas, quienes juzgaron conveniente que Morales explanara en el Congreso las doctrinas carlistas, presentó, apoyado por dichos señores, su candidatura a diputado a Cortes por Zaragoza, perdiendo la elección solo por 14 votos, y siendo de notar que todos los catedráticos de la Universidad de Zaragoza votaron a Pablo Morales, que había sido discípulo de ellos.
En 1867 el ministro Luis González Brabo, quien ante la revolución que avanzaba a pasos agigantados quería tener al frente de las provincias hombres de inteligencia y energía, ofreció a Pablo Morales el Gobierno civil de Barcelona, y al rehusarlo le dio a elegir el que quisiera, pero Morales no aceptó ninguno, porque sus ideas carlistas le impedían servir a ningún Gobierno que no fuese «representante de la legitimidad».

### Al servicio de Carlos VII
Cuando la revolución destronó finalmente a Isabel II, Morales salió en seguida para el extranjero y se presentó en París el 9 de noviembre de 1868 a Carlos de Borbón y Austria-Este (Carlos VII), siendo destinado inmediatamente a su Real Consejo, en el que figuraban los generales Elío y Tristany, los condes de Isaura y de Fuentes, Aparisi y Guijarro, Villoslada y Tejado, y los marqueses de Valde-Espina y de Tamarit.
Pablo Morales era uno de los hombres que con mayor actividad sirvieron a la causa de Don Carlos en aquellos años de incesantes trabajos que precedieron a la última guerra carlista. Él fue quien se entendió con los jefes del partido moderado Luis González Brabo y Juan Ignacio Bérriz (hermano del general carlista Elicio Bérriz), y quien los presentó primero al general Elio y después a Don Carlos.
Entre los servicios que prestó Morales, pueden citarse sus viajes a Madrid y a la frontera para conferenciar con ciertos generales; su viaje a Portugal para ponerse de acuerdo con los legitimistas del país vecino; sus numerosas entrevistas con Cabrera, procurando traerle a su terreno; las comisiones que desempeñó cerca de Joseph Marie Piétri, secretario de Napoleón III, y sobre todo las entrevistas que tuvo con dicho señor en Saint-Cloud poco antes de declararse la guerra franco-prusiana.
La Junta Central Católico-Monárquica presentó a Pablo Morales como candidato a la diputación a Cortes por Orihuela, en donde tuvieron que suspenderse las elecciones por causa de los muertos y heridos que ocasionaron.
En 1869 Morales manifestó la poca confianza que le inspiraban muchos hombres, que posteriormente se pasarían al enemigo o transigir con él más o menos abiertamente.
En el año 1870 encargó Don Carlos a Aparisi y Guijarro, Morales, Comín, La Hoz y Vildósola que cada uno escribiese un a Memoria relativa a la más acertada organización política y administrativa de España, a fin de que este estudio sirviera en su día de base a los trabajos que hubieran de efectuarse en dicho sentido. Escritas dichas Memorias y discutidas delante de Don Carlos por Aparisi y Guijarro, La Hoz y Morales, fue aprobada la de este último, anotada por Luis González Brabo.
Morales, a quien Don Carlos nombró también vocal de la Junta clasificadora de jefes y oficiales, asistió a la célebre Junta de Vevey, y tanto y con tanta actividad trabajaba, que después de ser internado varias veces, fue el primer carlista a quien se expulsó de Francia a petición de Prim, quien, cuando la conspiración de San Carlos de la Rápita, tuvo sobrada ocasión de conocer bastante a Morales, de quien decía el ministro del Interior al duque de Choisgent en una carta:

«No se le puede permitir que esté en Francia, porque es el carlista más travieso y peligroso».

### Tercera guerra carlista
Llamado por Don Carlos, se presentó Morales en septiembre de 1873 a su rey, a quien acompañó en el Norte, siendo de los que más contribuyeron a la fundación de El Cuartel Real, dirigido en un principio por su hermano Salvador Morales. También Pablo Morales contribuyó poderosamente a la organización del Cuerpo administrativo del Ejército carlista, a la de los servicios telegráfico, de correos y de ferrocarriles; a la de los tribunales de justicia y de los establecimientos de enseñanza, y a la adquisición de armas.
En el Consejo de generales que, presidido por Don Carlos, se celebró en Valmaseda, Morales expuso un plan de operaciones que, apoyado por el duque de la Roca y Dorregaray, dio origen a la organización de la división expedicionaria de Castilla. Al crearse en abril de 1874 los tres ministerios de la Guerra de Estado y de Justicia, Gobierno político y Hacienda, quedó Pablo Morales al lado de Don Carlos con el cargo de asesor general de S. M., hasta que en junio del mismo año salió para el extranjero, comisionado para entenderse con los legitimistas de varias naciones, a fin de allegar recursos, armas y municiones. En enero de 1875 volvió al Norte, de donde partió otra vez con importantes comisiones que le hicieron recorrer Inglaterra, Francia e Italia, en donde estaba Morales cuando concluyó la guerra, yendo inmediatamente a París a conferenciar con Don Carlos, y volviendo al fin a España, pero sin reconocer a Alfonso XII.
Pablo Morales, que después de la guerra permanecería siempre leal a la causa carlista, pasó algunas temporadas en el exilio al lado de Don Carlos, de quien recibió muestras de lo mucho que apreciaba sus servicios. Según El Correo Español, Morales nunca promovió ni alentó, sino, por el contrario, combatió «todo espíritu de fraccionamiento o disidencia, pues tuvo siempre por norma de su conducta la estricta observancia de la más rigurosa disciplina».
Reorganizada la Comunión Tradicionalista tras la guerra, fue presidente de la Junta provincial de Madrid y fue un entusiasta colaborador del marqués de Cerralbo para la obra de la organización madrileña. Su anhelo más ferviente era el de sacar victorioso por Madrid un diputado. Después sus planes iban mucho más allá, y al cabo de ellos veía en lontananza el éxito deseado de toda la vida, tras del cual sólo esperaba morir con la conciencia tranquila.
En una ocasión dijo:

Llevo ya una larga vida de sacrificios; he renunciado a los puestos brillantes que con la política liberal habría alcanzado; mas en compensación he hecho la carrera de tener la conciencia tranquila. Y creo que es la mejor...

Pablo Morales falleció en una habitación del hotel de Oriente, donde residía. Tras su muerte, el diario carlista El Correo Español le dedicó una extensa necrología.